# دوران مفرط الديناميكية
يشير مصطلح الدورة الدموية مفرطة الديناميكية إلى الزيادة غير الطبيعية في حجم الدورة الدموية. يؤدي توسع الأوعية الدموية الجهازية والانخفاض المصاحب في المقاومة الوعائية الطرفية إلى انخفاض ضغط الشعيرات الدموية الرئوية وانخفاض ضغط الدم، وعادة ما يظهر ذلك بنبض متقلص، ولكن في بعض الأحيان نبض متقلب. في محاولة للتعويض، سيزيد القلب من الناتج القلبي ومعدل ضربات القلب، مما يفسر زيادة ضغط النبض وتسارع القلب الجيبي. ففي بعض الأحيان يصاحب الحالة صدمة إنتانية ومقدمات الارتعاج وغيرها من الحالات الفيزيولوجية والنفسية.

## الأسباب المحتملة
- اعتلال الكلية
- فرط حجم الدم
- نوبة كظرية [2]
- فقر الدم
- القلق
- قصور القلب [3]
- البري بري
- احمرار الجلد
- التمرينات الرياضية
- الفشل الكبدي
- استسقاء الدماغ[4]
- فرط ثنائي أكسيد الكربون في الدم
- مرض باجيت
- ارتفاع ضغط الدم البابي
- الحمل
- الحمى
- فرط الدرقية
- العقاقير الموسعة للأوعية الدموية